# Djadovo
Djadovo (bulgariska: Дядово) är ett distrikt i Bulgarien.   Det ligger i kommunen Obsjtina Nova Zagora och regionen Sliven, i den centrala delen av landet, 220 km öster om huvudstaden Sofia.
Trakten runt Djadovo består till största delen av jordbruksmark. Runt Djadovo är det ganska glesbefolkat, med 48 invånare per kvadratkilometer.